# Gianni Meersman
Gianni Meersman (ur. 5 grudnia 1985 w Tielt) – belgijski kolarz szosowy, zawodnik profesjonalnej grupy Etixx-Quick Step.

## Najważniejsze osiągnięcia
2007
- 1. miejsce na 5. etapie Österreich-Rundfahrt
- 1. miejsce na 3. etapie Tour de Georgia

2008
- 1. miejsce na 4. etapie Tour de Wallonie
- 2. miejsce w Étoile de Bessèges

2010
- 2. miejsce w Paris–Corrèze

2011
- 1. miejsce w Circuit des Ardennes
  - 1. miejsce na 3. etapie
- 2. miejsce w Paris-Troyes
- 2. miejsce w Route Adélie

2012
- 1. miejsce na 1. etapie Volta ao Algarve
- 1. miejsce na 4. etapie Paryż-Nicea
- 2. miejsce w Tour de Wallonie
- 3. miejsce w Clásica de San Sebastián

2013
- 1. miejsce na 1. i 2. etapie Volta a Catalunya
- 1. miejsce na 1. i 3. etapie Tour de Romandie
- 1. miejsce na prologu Tour de l’Ain
- 2. miejsce w mistrzostwach Belgii (start wspólny)

2014
- 3. miejsce w Ster ZLM Toer
- 6. miejsce w Grand Prix Cycliste de Québec

2015
- 1. miejsce w Cadel Evans Great Ocean Road Race

2016
- 1. miejsce na 2. i 5. etapie Vuelta a España